# إبراهيم هاشم
إبراهيم هاشم (1886 - 14 يوليو 1958)، سياسي وقاضي أردني من أصول فلسطينية ومن رجالات الرعيل الأول، شغل منصب رئيس الوزراء لخمس فترات في الأعوام 1933 و 1944 و1955 و1956 وكانت حكومته الأخيرة عام 1957، كما تولى رئاسة مجلس الأعيان الثالث والرابع في الأعوام 1951 إلى 1955. اغتيل عام 1958 في العراق أمام وزارة الدفاع العراقية خلال انقلاب 14 يوليو 1958 في العراق.

## حياته
ولد إبراهيم بن محمد منيب بن محمود هاشم الجعفري في مدينة نابلس عام 1886. درس في نابلس وأكمل دراسته الجامعية في إسطنبول حيث حاصل على شهادة الحقوق من مدرسة الحقوق في إسطنبول عام 1910.
عمل بعدة وظائف في الدولة العثمانية، منها مناصب قضائية في بيروت والشام، كما درّس في جامعة دمشق بين عامي 1919م و1921 م. وقد انتسب للجمعية العربية الفتاة. وفي الأردن شغل عدة مناصب منها مستشار العدلية (وزير العدل) في حكومة علي رضا الركابي الأولى كما شغل منصب نائب رئيس الوزراء في حكومة سمير الرفاعي الرابعة، وكان منصبه الأكبر رئاسة الوزراء في خمس حكومات مختلفة كان أولها عام 1933 م وآخرها عام 1957. كما ترأس مجلسي الأعيان الثالث والرابع. ولكونه رئيس وزراء الأردن آنذاك، فقد تولى منصب نائب رئيس وزراء الاتحاد العربي الهاشمي وبقي حتى انقلاب تموز؛ حيث قتل في بغداد خلال الأحداث وفُقدت جثته ولم يُتعرف عليها. له عدة تصانيف قانونية.
تُعد حكومته الأولى ثاني أطول الحكومات عمرًا بين الحكومات الأردنية في التاريخ؛ حيث استمرت أربع سنوات وإحدى عشر شهراً وتسع أيام. وقد تضمنت تشكيلة الحكومة عضواً عن المجلس التشريعي هو قاسم الهنداوي على غير العادة المتبعة آنذاك، غير أنه استقال احتجاجاً على نهج الحكومة؛ ليكون أول وزير يتقدم باستقالته بمحض إرادته. وقد كان برنامج الحكومة مختصراً يتضمن تحقيق المطالب الدستورية للبلاد والقيام بالأمور الاقتصادية والأمنية.

## عمله الوظيفي
عين إبراهيم هاشم معاوناً لمدعي عام بيروت والشام، وقاضياً للواء يافا خلال الحكم العثماني. كما شغل منصب مدعي عام استئناف سوريا، ورئيس محكمة استئناف. كذلك قام بتدريس مادة الحقوق الجزائية في جامعة دمشق خلال الحكم الفيصلي والانتداب الفرنسي بين عامي (1919-1921).

### عمله الوزاري
خلال عهد إمارة شرق الأردن، شغل منصب مستشار العدلية وعضو مجلس المستشارين وزارة علي رضا الركابي الأولى في أيار 1922، ومنصب مستشار قضائي في وزارة مظهر رسلان الثانية في 1 شباط 1923، ومنصب ناظر العدلية في وزارة حسن خالد أبو الهدى الأولى في 5 أيلول 1923. ثم عُين ناظراً للعدلية في وزارة علي رضا الركابي الثانية في 3 أيار 1924، ثم مديراً للخزينة وزارة حسن خالد أبو الهدى الثانية في 17 نيسان 1927. عين بعد ذلك وزيراً للعدلية وقاضياً للقضاة في وزارة حسن خالد أبو الهدى الثالثة في 17 تشرين الأول 1928.

### رئاسة الوزارة
شكل إبراهيم هاشم وزارته الأولى بتاريخ 18 تشرين الأول 1933 حيث شغل منصب رئيس الوزراء ووزير العدلية وقاضي القضاة، في حين شكل حكومته الثانية بتاريخ 19 أيار 1945، حيث شغل موقع رئيس الوزراء ووزير الدفاع. كما شكل حكومته الثالثة في 21 كانون الأول 1955 وشغل موقع رئيس الوزراء.
بعد ذلك، في 9 كانون الثاني 1956، أصبح إبراهيم هاشم نائباً لرئيس الوزراء ووزير دولة في وزارة سمير الرفاعي الرابعة. عاد بعدها ليشكل حكومته الرابعة بتاريخ 1 تموز 1956 حيث شغل موقع رئيس الوزراء، كما شكل حكومته الخامسة في 24 نيسان 1957 حيث شغل موقع رئيس الوزراء ووزير العدلية.

### رئاسة مجلس الأعيان
شغل إبراهيم هاشم منصب رئيس مجلسي الأعيان الثالث من 1/9/1951 إلى 31/10/1951، والرابع من 1 تشرين الثاني 1951 إلى 31 تشرين الأول 1955.

### نائب رئيس الوزراء في الاتحاد الهاشمي
تولى منصب نائب رئيس الوزراء في الاتحاد الهاشمي الذي جمع النظامين الملكيين في العراق والأردن من 1958 وحتى ثورة عبد الكريم قاسم في تموز من نفس العام.

## أوسمته
حصل إبراهيم باشا هاشم على العديد من الأوسمة العربية والأجنبية، منها:
- وسام النهضة المرصع.
- وسام الاستقلال من الدرجة الأولى.
- وسام الرافدين العراقي.

## وفاته
قتل إبراهيم هاشم في بغداد في العراق في تموز عام 1958 م خلال ثورة عبد الكريم قاسم. حمل مع آخرين، من فندق بغداد إلى وزارة الدفاع. وما أن بلغوا باب الوزارة حتى فتك بهم المتظاهرون. ضاعت جثته ولم يعرف مكان دفنه.

## مؤلفاته
له من التصانيف المطبوعة:
- «الحقوق الجزائية».
- «القواعد الأساسية لأصول المحاكمات الجزائية».
- «شرح قانون الجزاء» أربعة أجزاء.
- «شرح قانون حكام الصلح الموقت».